# Уейн (окръг, Мичиган)
Окръг Уейн (на английски: Wayne County) е окръг в щата Мичиган, Съединени американски щати. Площта му е 1740 km², а населението - 2 061 162 души (2000). Административен център е град Детройт.